# Emirhan Ergün
Emirhan Ergün (* 18. Februar 1990 in Istanbul) ist ein türkischer Fußballtorhüter. Aufgrund seiner Tätigkeit in der Jugend von Galatasaray Istanbul wird er mit diesem Verein assoziiert.

## Spielerkarriere

### Verein
Ergün wurde im Istanbuler Stadtteil Bakırköy auf die Welt. Mit zwölf Jahren nahm er an den Drafts für die Jugendabteilung des türkischen Traditionsvereins Galatasaray Istanbul teil und wurde anschließend hier aufgenommen. Im Sommer 2008 wurde er mit einem Profivertrag ausgestattet, spielte aber weiterhin für die Jugend- bzw. später für die A2-Mannschaft. Er trainierte neben seiner Tätigkeit bei der A2-Mannschaft auch mit den Profis mit und war für deren Begegnungen spielberechtigt. Mit der A2-Mannschaft gewann er in der Saison 2010/11 die Meisterschaft dieser Liga.
Zur Saison 2012/13 wechselte er zum Drittligisten Bandırmaspor und gab hier am 18. November 2012, während einer Ligabegegnung gegen Tarsus İdman Yurdu, sein Profidebüt.

### Nationalmannschaft
Ergün wurde 2007 für die türkische U-17-Nationalmannschaft nominiert und durchlief anschließend noch die U-18- und die U-19-Nationalmannschaften.
2010 wurde er dreimal für Türkische U-21-Nationalmannschaft nominiert, saß aber bei allen drei Begegnungen auf der Ersatzbank.

## Erfolge
- Galatasaray Istanbul A2 (Rerservemannschaft):
  - Meisterschaft der TFF A2 Ligi: 2010/11